# Palazzo Labia
Palazzo Labia è un edificio barocco del sestiere di Cannaregio a Venezia, costruito tra il XVII ed il XVIII secolo. Nel Salone da ballo Giambattista Tiepolo dipinse alcuni dei suoi capolavori, ovvero il ciclo di affreschi dedicato alle Storie di Antonio e Cleopatra, su commissione dei fratelli Angelo Maria e Paolo Antonio Labia.
Affiancato alla chiesa di San Geremia, l'edificio è situato vicino alla confluenza del canale di Cannaregio nel Canal Grande, verso i quali rivolge le due facciate più antiche; il terzo prospetto guarda su campo San Geremia.
I Labia, originari di Gerona (Spagna), furono iscritti al patriziato veneziano nel 1646, dopo aver contribuito con un'ingente somma alla Guerra di Candia. Possedevano infatti enormi ricchezze che spesero in lussi, in feste e nella costruzione di questo palazzo.

## Storia

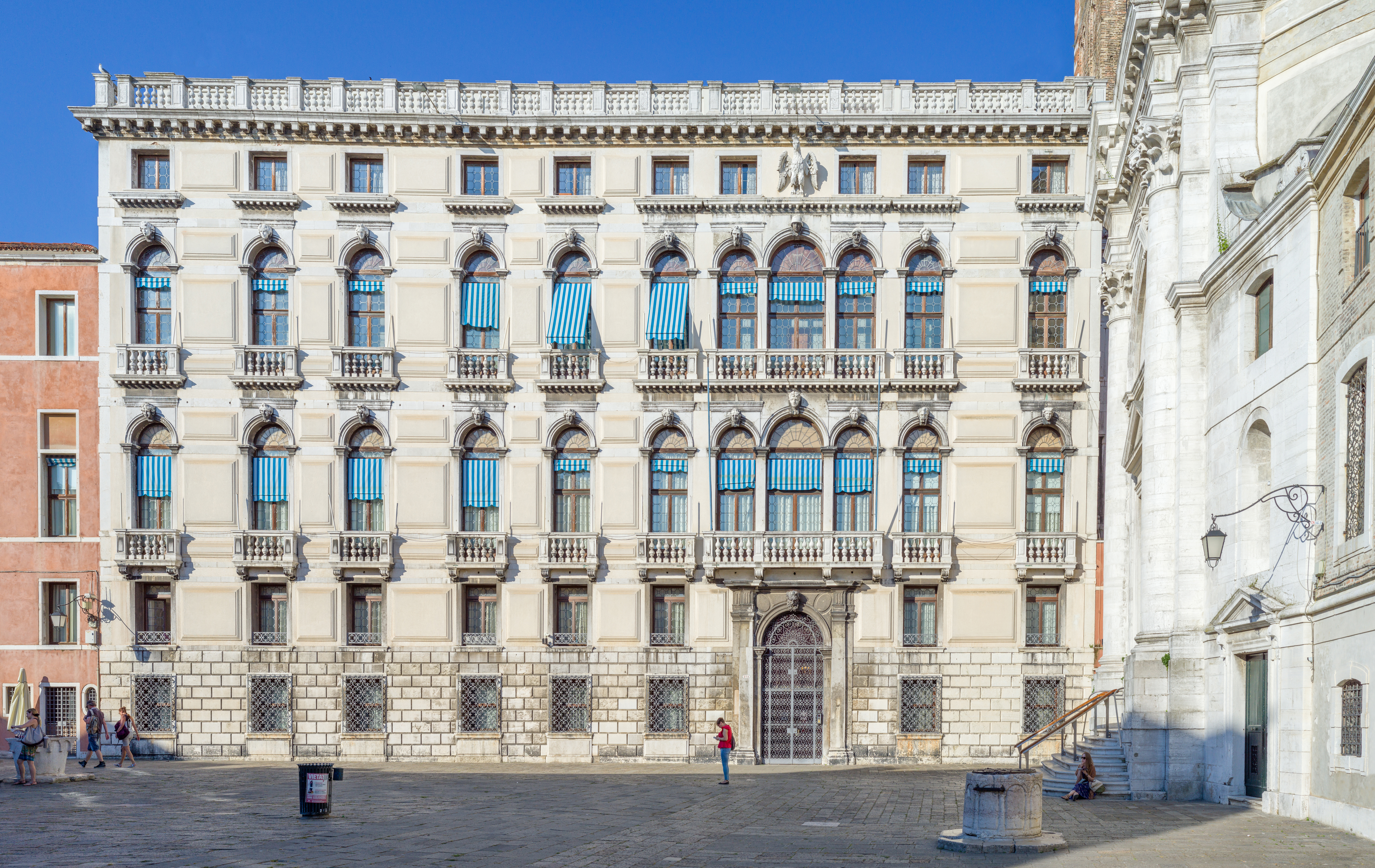
La facciata in Campo San Geremia.

La fortuna e la vita mondana dei Labia ebbero fine nel XIX secolo ed il palazzo fu venduto ad un principe dei Lobkowicz; questi lo cedette alla benefica pia Fondazione israelitica Königsberg, che lo suddivise in vari appartamenti da affittare. Vi trovarono alloggio la sede produttiva ed espositiva della ditta Fratelli Testolini. I fratelli Testolini attrezzarono il pianterreno per la produzione di mobilia artistica, il mezzanino con i telai per la creazione di damaschi, broccati e velluti, usando invece i piani nobili come zona espositiva e l'ultimo piano per i laboratori di falegnameria e finitura della mobilia. Tra gli ultimi anni dell'800 ed i primi del '900 la Fratelli Testolini dismise i locali del palazzo, che vennero affittati a privati, mantenendo solo la produzione di mobilia al pianterreno. I Testolini lasciarono definitivamente lo stabile quando il palazzo venne messo in vendita negli anni '30.
Nel dopoguerra il nuovo proprietario, Carlos de Beistegui, eseguì dei primi importanti restauri e cercò di riportare il palazzo al suo precedente splendore, integrandolo di arredi d'epoca ed opere d'arte. Il 3 settembre 1951 organizzò nel palazzo una tra le più belle feste del secolo: tutta l'alta società internazionale si incontrò nel Salone da ballo in abiti settecenteschi, molti dei quali disegnati da Christian Dior e da un giovane Pierre Cardin. Cecil Beaton ne realizzò un memorabile reportage fotografico: tra i vip presenti vi erano Orson Welles, i Duchi di Windsor, Salvador Dalí, Winston Churchill, l'Aga Khan e il re Faruq.
Nel 1964 De Beistegui cedette all'asta il palazzo alla RAI, che ne fece la sua sede regionale per il Veneto. L'ente effettuò a sua volta accurati restauri, sia all'edificio che alle opere d'arte.
Dal 2014 al 2016 il palazzo ha ospitato il festival internazionale di disegni animati Cartoons on the Bay.
Nel 2024 la RAI ha annunciato la vendita dell'immobile. 

## Architettura
Le facciate sui canali, attribuite variamente ad Andrea Cominelli, ad Alessandro Tremignon ed al figlio Paolo, riprendono modelli del Longhena. Presentano un pianterreno dorico bugnato e piani superiori di ordine ionico e corinzio con finestre ornate da mascheroni e balconate continue. Sull'attico sono scolpite le aquile araldiche dei Labia, alternate ad oculi ovali.
La facciata sul campo, realizzata intorno al 1730, riprende, semplificandolo, lo stile delle altre due; non è certa l'attribuzione del disegno a Giorgio Massari, che sicuramente aprì all'interno il monumentale Salone da ballo.

## Interno

### Il ciclo di Giambattista Tiepolo

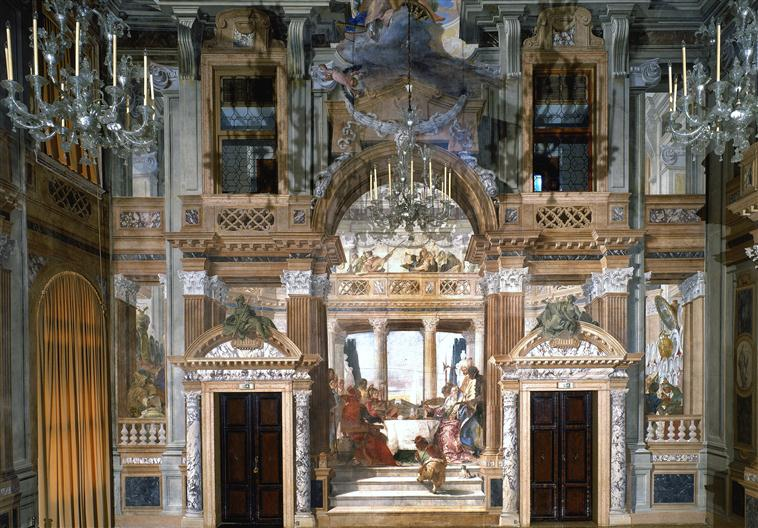
Il Banchetto di Antonio e Cleopatra, affresco di Giambattista Tiepolo.

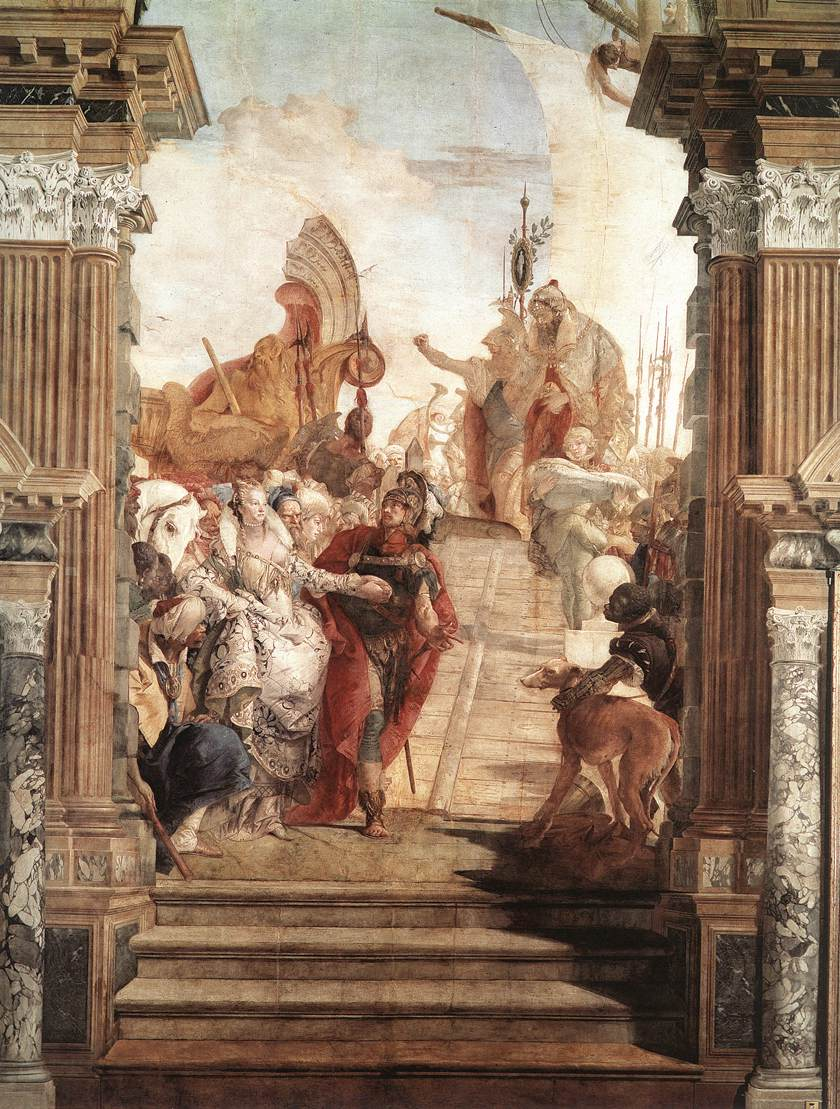
Incontro tra Antonio e Cleopatra, affresco di Giambattista Tiepolo.

Nel Salone da Ballo Giambattista Tiepolo dipinse il magnifico ciclo di affreschi dedicato alle Storie di Antonio e Cleopatra (1746-1747), con la quadratura trompe-l'œil di Gerolamo Mengozzi-Colonna, che si integra perfettamente con gli episodi narrativi, dove personaggi sontuosamente vestiti assumono pose teatralmente eloquenti. 
Nella volta entro un oculo centrale è Bellerofonte su Pegaso va verso la Gloria e l'Eternità, nelle pareti tra figure allegoriche e mitologiche sono presenti le due scene principale l'Incontro tra Antonio e Cleopatra e Banchetto di Antonio e Cleopatra.
Nel soffito della Sala degli Specchi si può ammirare il Trionfo di Zefiro e Flora. Questa ricchezza artistica ebbe in Maria Labia una delle principali ispiratrici; si dice che nell'Incontro di Antonio con Cleopatra abbia prestato il volto alla regina egiziana.

### Altre opere
Molte altre sale del palazzo sono decorate da interessanti dipinti: vi si trovano opere di Giandomenico Tiepolo, Palma il Giovane, Giambattista Canal, Placido Costanzi, Agostino Masucci, Pompeo Batoni, Gregorio Lazzarini, Gaspare Diziani, Antonio Visentini. Notevole anche un ciclo di arazzi fiamminghi con Storie di Scipione.